# マガリ・ハービー
マガリ・ハービー（Magali Harvey、1990年8月16日 - ）は、カナダの女子ラグビー選手。

## プロフィール
- カナダ・ケベック・シティー出身[1]。
- ポジションはウィング(WTB)。
- 身長 165cm、体重 65kg
- 2014年W杯・2017年W杯のカナダ代表に選ばれた[2]。
- 7人制ラグビー女子代表に選ばれたことがある。

## 略歴
2016年、マックギル・マーレッツのヘッドコーチに就任。

## 受賞歴
- ワールドラグビー女子15人制年間最優秀選手賞:2014年[4]